# 4659 Roddenberry
4659 Roddenberry là một tiểu hành tinh vành đai chính được đặt tên của Gene Roddenberry. Nó được phát hiện ngày 2 tháng 3 năm 1981, ở Đài thiên văn Siding Spring gần Coonabarabran, New South Wales bởi S.J. "Bobby" Bus.